# Vườn quốc gia Tarutao
Vườn quốc gia Biển Tarutao (tiếng Thái: อุทยานแห่งชาติทางทะเลตะรุเตา) bao gồm 51 đảo tọa lạc tại Biển Andaman, ngoài bờ biển của tỉnh Satun của phía Nam Thái Lan. Vườn quốc gia này bao gồm hai nhóm đảo: Tarutao (tiếng Thái: หม่เกาะตะรุเตา) và Adang-Rawi (tiếng Thái: หม่เกาะอาดัง-ราวี), rải rác từ 20 đến 70 km từ điểm cực Tây Nam của đất liền Thái Lan. Diện tích của vườn là 1490 km² (1260 km² biển và 230 km² đảo), Điểm cực Nam của vườn nằm ở biên giới với Malaysia. Tarutao đã trở thành vườn đại dương quốc gia của Thái Lan ngày 19 tháng 4 năm 1974.
Từ Tarutao là tiếng Mã Lai có nghĩa là "xưa, nguyên thủ, bí ẩn". Trong khu vườn này có khu vực lặn thể thao.

## Các đảo chính
Có 7 hòn đảo đáng chú ýe trên quần đảo Tarutao/Adang-Rawi:
- Quần đảo Tarutao (cách bờ biển Thái Lan khoảng 30 km)
  - Ko Tarutao (tiếng Thái: เกาะตะรุเตา) - Lớn nhất trong các đảo, Ko Tarutao dài 26.5 km, và rộng 11 km. Điểm cao nhât hơn 2000 feet. Có 60% diện tích rừng trên đảo.
  - Ko Klang(tiếng Thái: เกาะกลาง), Ko Lek (tiếng Thái: เกาะเหล็ก)
- Quần đảo Adang (cách Tây Tarutao khoảng 45 45 km)
  - Ko Adang (tiếng Thái: เกาะอาดัง), Ko Rawi(tiếng Thái: เกาะราวี), Ko Lipe (tiếng Thái: เกาะหลีเป๊ะ), Ko Dong (tiếng Thái: เกาะดง)
  - Ở quần đảo Adang, đảo nhỏ (4 km²) Lipe là đảo quan trọng nhất. Nơi đây có 800 người ở, là cửa ngõ cho ca nô đến đây.

## Lịch sử
Vườn này được lập năm 1974. Năm 1982, vườn này được công nhận là Vườn di sản ASEAN. Vườn này cũng được đệ trình lên UNESCO để công nhận là di sản thế giới năm 1990 nhưng bị hoãn lại tại kỳ họp thứ 50 của Hội đồng Di sản Thế giới năm 1991. UNESCO yếu cầu quản lý mạnh mẽ hơn khu vực này.